# Stanisław Wyssygin
Stanisław Wyssygin herbu Bogoria , właściwie Wyssygin (ur. w XIV w., zm. w XV w.) – bojar żmudzki, adoptowany podczas unii horodelskiej (1413).

## Życiorys
Pierwsza wzmianka dotycząca Stanisława to zapewne dzieło Ericha Joachima z 1409 roku, pt. Das Marienburger Tresslerbuch, określany tam jest jako Wissegen Żmudzin.
W 1413 roku podczas unii horodelskiej doszło do przyjęcia przez polskie rodziny szlacheckie, bojarów litewskich wyznania katolickiego (tzw. adopcja herbowa). Jednym z ważniejszych dowodów tamtego wydarzenia jest istniejący do dziś dokument, do którego przyczepione są pieczęcie z wizerunkami herbów szlacheckich.

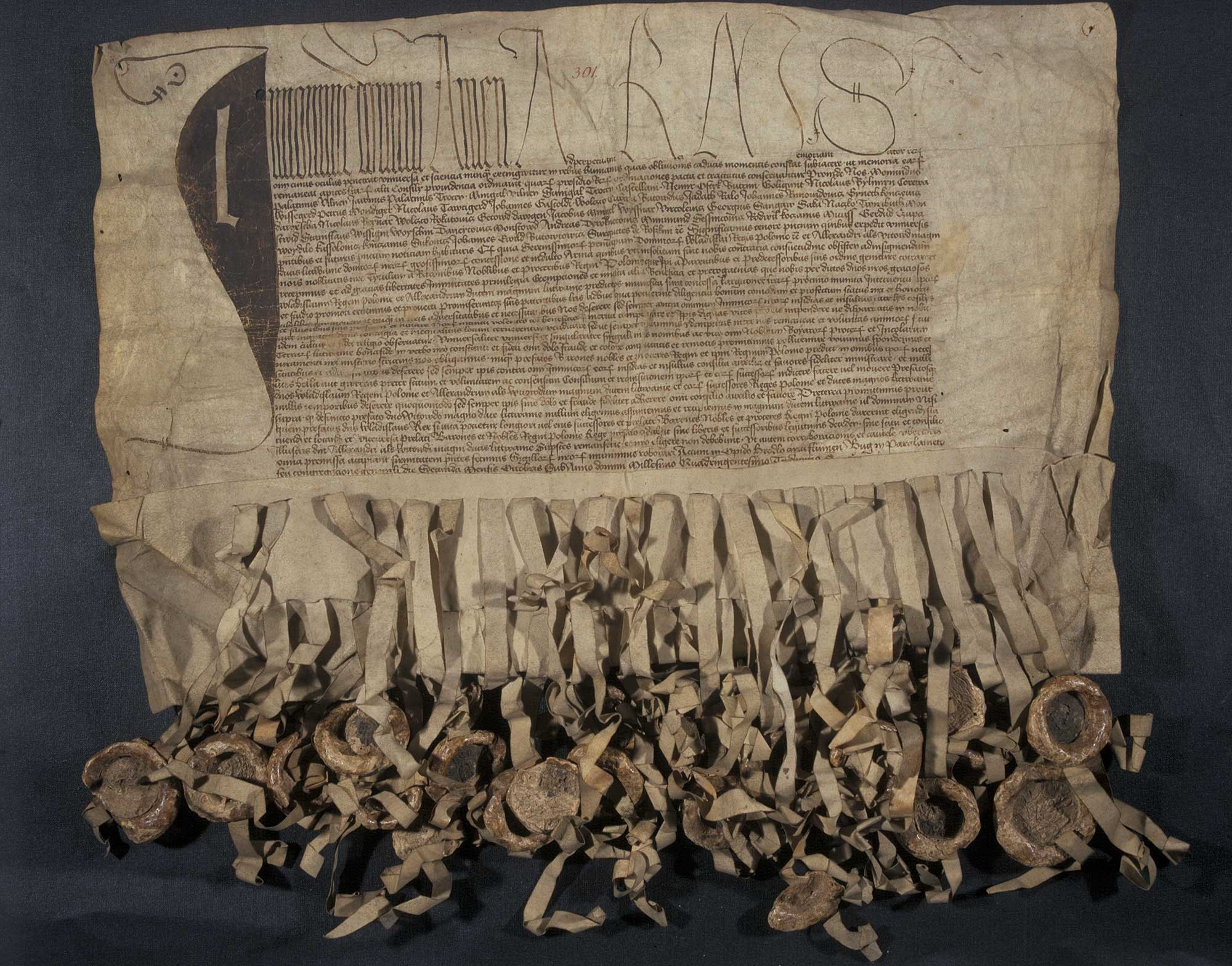
Dokument unii horodelskiej z 1413 roku z przyczepionymi pieczęciami

W dokumencie tym występuje omawiany Wyszegerd, który został adoptowany przez przedstawicieli Bogoriów.
W 1416 roku wspomina o nim popularna skarga żmudzinów. Skargi żmudzinów były przez nich rozsyłane po całej Europie i nawiązywały do przykrości jakie spotykały tamtejszą ludność przez Prusaków. Między innymi co rok uprowadzali ich dzieci i traktowali je bez wszelkiej ludzkiej litości, dodatkowo hańbili żony żmudzinów na ich oczach. Teodor Narbutt, wzmiankuje, że w XV wieku Prusacy uprowadzili Wyssygynowi żonę z dziećmi do Prus i tam wszystkich wymordowali.

### Życie prywatne
Wyssygyn był protoplastą później powstałego rodu szlacheckiego, Wołłowiczów. Jego potomek, Antoni Wołłowicz, uzyskał w 1798 roku tytuł hrabiowski.
Jego imię wedle języka starolitewskiego tłumaczy się na wszystko wiedzącego.